# Đặng Huy Đông
Đặng Huy Đông (sinh năm 1957) là một chính khách Việt Nam. Ông nguyên là Ủy viên Ban cán sự Đảng, Phó trưởng Ban Kinh tế Trung ương Đảng Cộng sản Việt Nam, Thứ trưởng Bộ Kế hoạch và Đầu tư.

## Tiểu sử
Đặng Huy Đông sinh ngày 24 tháng 11 năm 1957, quê quán: xã An Ninh, huyện Tiền Hải, tỉnh Thái Bình.
Trình độ học vấn hiện nay:
- Văn hóa: 10/10
- Chuyên môn: Thạc sĩ quản lý và kinh tế công.
- Lý luận chính trị: Cao cấp

Ngày vào Đảng Cộng sản Việt Nam: 1/6/2001. Ngày chính thức: 1/6/2002.
Trước đó, ông từng giữ chức Cục trưởng Cục Quản lý đấu thầu, Bộ Kế hoạch và Đầu tư
Tháng 9 năm 2009, Thủ tướng Chính phủ bổ nhiệm giữ chức Thứ trưởng Bộ Kế hoạch và Đầu tư
1/12/2017, Thủ tướng Chính phủ Nguyễn Xuân Phúc đã ký Quyết định nghỉ hưu đối với ông.